# Флаг Мавритании
Флаг Маврита́нии представляет собой прямоугольное полотнище зелёного цвета с красными полосами вверху и внизу, в центре которого горизонтально расположенный полумесяц и пятиконечная звезда над ним жёлтого цвета. Зелёный цвет флага и полумесяц со звездой символизируют ислам, основную религию страны, жёлтый цвет полумесяца и звезды — пустыню Сахара. Кроме того, жёлтый и зелёный цвета являются панафриканскими. Красные полосы символизируют кровь мучеников сопротивления, которые погибли в борьбе за независимость против французского колониализма.
Соотношение ширины флага к длине — 2:3, хотя это законодательно не регламентировано.
Флаг был принят 1 апреля 1959 года, после получения независимости от Франции, красные полосы добавлены в августе 2017 года.

## Изменение
Осенью 2016 года президент Мохамед Ульд Абдель Азиз предложил добавить к флагу две красные полосы, чтобы символизировать жертвы, которые принесли жители Мавритании, защищая свою страну от французского колониализма. Конституционный референдум состоялся 5 августа 2017 года, и вопрос был решён положительно. 15 августа новый флаг был официально утверждён. Изменения коснулись и национального гимна. Оппозиция не признала результатов волеизъявления.
Существует как минимум два варианта нового флага, которые используют официальные лица. 

Версия старого флага с добавлением красных полос, представленная парламенту в 2017 году
Версия с уплощённым полумесяцем, более крупными полосами красного цвета, иногда с более светлым оттенком зелёного